# Mandaria
Mandaria is een geslacht van hooiwagens uit de familie Assamiidae.
De wetenschappelijke naam Mandaria is voor het eerst geldig gepubliceerd door Roewer in 1935. 

## Soorten
Mandaria is monotypisch en omvat slechts de volgende soort:
- Mandaria caeca